# Gilles Hayne
Gilles Henri Hayne (prinsbisdom Luik, gedoopt 29 juli 1590 – aldaar, omstreeks 28 mei 1650) was een componist.

## Leven
Zijn muzikale loopbaan begon als koorknaap in de Sint-Lambertuskathedraal te Luik. Daarna volgden vermoedelijk nog opleidingen in Rome. Vanaf 1618 was hij kapelmeester aan het hof van Ferdinand van Beieren, dit werd als zodanig gedrukt op publicaties van Hayne uit die tijd. Vanaf 3 januari 1627 werd dat een bijbaan tijdens zijn functioneren als kanunnik in de abdij van de Sint-Janskerk in Luik, waar hij in maart 1635 benoemd werd tot Grand Chantre. Twee maanden later werd hij door Wolfgang Wilhelm von Pfalz-Neuburg benoemd tot superintendant aan zijn hof. Voorwaarde was dat hij zou gaan componeren voor zangers en instrumentalisten, onder wie vermoedelijk ook Biagio Marini.
Hayne schreef in een behoudende stijl in de traditie van de Romeinse School uit de 17e eeuw. Het was de stijl die zijn werkgever het meest liefhad.
De Duitse musicoloog Wilibald Nagel (1863-1929) deed onderzoek naar zijn correspondentie en werk, waarvan een deel in de loop der tijden is zoekgeraakt.
Er zijn van Hayens wel zijn motetten en missen bewaard gebleven.

## Enkele werken
- Moteta sacra, liber primus, 2 tot 4 zangstemmen, instrumenten en een basso continuo (Antwerpen, 1640)
- Motetti overo madrigali […] fatti spirituali da un devoto padre della Compania di Gesù e dedicate alla gioventù Liegese amatrice della musica, vijfstemmig met basso continuo, opus 2 (Antwerpen, 1643)
- 4 Missae solemnes, achtstemmig, opus. 3 (Antwerp, 1645) (zoekgeraakt maar nog wel vermeld in de muziekgids van François-Joseph Fétis en in het onderzoek van Nagel
- Motetti sacri, drie- tot vijfstmmig met basso continuo, opus 4 (Antwerpen, 1646)
- 8 Motetten, vijf tot zevenstemmig met basso continuo.
- Missa pro defunctis, zesstemmig met basso continuo uit 1643

- Bibliothèque nationale de France: cb140392649 (data)
- Gemeinsame Normdatei: 133031861
- International Standard Name Identifier: 0000 0000 1829 4933
- MusicBrainz: 8cdc0614-01cb-4703-98ea-35c27b0bd2ae
- Istituto Centrale per il Catalogo Unico: MUSV075899
- Système universitaire de documentation: 159489938
- Virtual International Authority File: 19881212
- WorldCat: E39PBJrRhYpdq8fjXRCKdfMVmd